# 掃描綫 (雜誌)

左上：《掃描綫雜誌》與《掃描綫周刊》共同標誌
左下：《掃描綫雜誌》刊頭，梅長齡題字
右中：《掃描綫周刊》第一代刊頭
右下：《掃描綫周刊》第二代刊頭

《掃描綫》（TV Scan）是中國電視公司（中視）第二本（也是最後一本）電視期刊，1982年3月29日創刊，是台灣唯一的菊8開本電視期刊，也是當時台灣唯一的大型電視期刊，內容以報導老三台及藝人的相關訊息為主，並增加生活常識、工商服務（文字廣告頁）、專欄文章等內容，以取代內容日趨僵化的《中國電視周刊》。創刊時題名為《掃描綫雜誌》，1986年1月1日改名為《掃描綫周刊》（TV Scan Weekly）。《掃描綫雜誌》總期數為45期，《掃描綫周刊》總期數為251期。

## 簡史
1982年3月29日至1985年12月，《掃描綫》發行型態為月刊，題名為《掃描綫雜誌》，中視出版部發行，總編輯是朱婉清，曾獲得行政院新聞局頒發1983年金鼎獎最佳主編獎。《掃描綫雜誌》創刊時，在中視文化服務中心購買《掃描綫雜誌》或中視家庭/婦女/兒童類叢書，售價打八折。
1984年10月31日，中視出版部改制為中視文化公司，繼續發行《掃描綫雜誌》。
《掃描綫雜誌》的「掃描綫」三字是創刊時的中視總經理梅長齡親自命名且題字，命名的原因是電視是大眾傳播媒體，電視有525條掃描線；「掃描綫」三字的英文譯名是「TV Scan」，是取其「電視螢光幕」之意。
梅長齡在《掃描綫雜誌》發刊辭中揭示，《掃描綫雜誌》的定位不再是電視台的一本宣傳刊物，也不是一頁電視節目表，而是以下列三個信條報導電視界的動態，作電視與觀眾的橋樑：以服務社會大眾為宗旨，以傳播文化知識為責任，以提高生活品質為目標。梅長齡在《掃描綫雜誌》發刊辭中也揭示，《掃描綫雜誌》內容並不侷限於電視，也包含電影、藝術、文學、科學、技藝和生活知識；而《掃描綫雜誌》之所以得名，意在希望它能反映知識世界、藝文天地、人類生活的形形色色、多彩多姿的畫面，也希望它像電視節目一樣充實、生動、活潑、諧趣且深入家庭；而《掃描綫雜誌》之所以選在3月29日創刊，則是以黃花崗之役的典故「寓意著『電視人』的覺醒和奮發進取，也決心為文化、歷史寫下嶄新的一頁」。
《掃描綫雜誌》發行型態為月刊，時效性不及週刊，無法完全配合節目的報導。1986年1月1日，《掃描綫雜誌》更改發行型態為週刊並改名為《掃描綫周刊》，不再使用梅長齡的題字，期數重新計算，英文譯名改為「TV Scan Weekly」，中視總經理兼中視文化公司董事長鍾湖濱掛名發行人，總編輯仍是朱婉清。
1987年4月3日，《掃描綫周刊》發行第67期，改用第二代刊頭，是將第一代刊頭的「掃描綫」三字中央的橫向條紋去除，下加「TV Scan Weekly」字樣。
1987年10月24日晚間，琳恩颱風過境，位於中視南港攝影棚地下一樓的中視文化公司出版中心遭洪水淹沒長達三天四夜，《掃描綫周刊》被迫停刊一期。1987年10月28日，中視南港攝影棚地下一樓排除全部積水，《掃描綫周刊》業務暫時轉移至中國電視大廈八樓閒置的小隔間內。
1990年10月26日，《掃描綫周刊》發行第251期，宣告停刊；此後中視文化公司不再發行電視期刊。

## 戲劇中出現
2016年三立都會台偶像劇《1989一念間》中，夏以儷飾演1989年《掃描綫周刊》總編輯「張總編輯」，做葉氏西服的專題報導。